# Mikroorganizam
Mikroorganizmi obuhvataju veliku grupu sitnih i većinom ljudskom oku nevidljivih organizama. Za njihovo proučavanje neophodno je koristiti mikroskop. Velika većina mikroorganizama spada u protiste, tj. one mikroorganizme koji se sastoje od samo jedne ćelije. Danas postoji podela po kojoj se u mikroorganizme ubrajaju i neki tkivni organizmi kod kojih su ćelije već grupisane u tkiva.

## Klasifikacija
Danas je teško odrediti preciznu klasifikaciju mikroorganizama s obzirom na brojne nesuglasice naučnika i sistematičara, i kod nas i u svetu. Međutim, sa sigurnošću se može tvrditi da u mikroorganizme spadaju bakterije, alge, praživotinje i neke gljive. Neki naučnici u mikroorganizme ubrajaju i viruse, iako je njihova sistematska pripadnost upitna, jer se zbog svoje građe nalaze između živog i neživog. 
S obzirom na njihovo prisustvo u svim životnim sferama i na kompleksnost njihove klasifikacije, proučavanjem mikroorganizama se danas bave mnoge nauke. Na prvom mjestu je biološka disciplina mikrobiologija, koja se bavi proučavanjem mikroorganizama u najširem smislu. Važno je istaći i medicinu i veterinu, zatim prehrambenu industriju, poljoprivredu kao i mnoge druge.

## Istorija
Prva znanja o mikroorganizmima počela su proučavanjem nekih zaraznih bolesti, jer su za čoveka bili najvažniji upravo ti mikroorganizmi koji izazivaju i prenose oboljenja. Još su stari Egipćani u 4. veku pre nove ere, primetili da se neke bolesti prenose sa bolesnih na zdrave osobe ali nisu znali da su za zaraze odgovorni baš neki mikroorganizmi. Kroz istoriju ljudi su uočavali i koristili razne pojave u prirodi za koje su zaslužni mikroorganizmi, kao što su fermentacija, truljenje, i koje su iskorištavali u proizvodnji i čuvanju hrane i pića. Za to vreme ljudske istorije, ljudi su bili većinom nesvesni njihovog prisustva i ogromnog značaja. Sve dok Antoni van Levenhuk nije konstruisao prvi mikroskop osamdesetih godina sedamnaestog veka. Prema nekim izvorima 14. aprila 1676. Levenhuk je posmatrajući razne materijale zapazio neke mikroorganizme koje je nazvao animalicules. Svoja zapažanja i otkrića mikroorganizama koje je posmatrao u kišnici, pljuvački, bunarskoj vodi je bilježio i objavio u "Zborniku kraljevskog društva" u Londonu. To su bile prve opisane bakterije, odnosno prvi opisani mikroorganizmi. Veliki doprinos nekoliko godina posle dali su i poznati naučnici Luj Paster i Robert Koh, istražujući fermentaciju i izolovanje čistih kultura mikroorganizama.

## Ekologija

### Ekološki faktori
Prema ekološkim faktorima kojim su izloženi u prirodi, mikroorganizmi imaju veoma različitu ekološku valencu. 
- Prema ishrani mikroorganizmi se dele na: 
  - u odnosu na izvor energije: 
    - fototrofi - koriste energiju Sunčevog zračenja, i mogu biti fotoautotrofi i fotoorganotrofi (fotoheterotrofi) (alge, neke bakterije)
    - hemotrofi - obezbeđuju energiju oksidacijom raznih organski i neorganskih jedinjenja (bakterije, neke alge, praživotinje, gljive)
    - miksotrofi

  - u odnosu na izvor ugljenika dele se:
    - autotrofni - vrše fotosintezu (alge)
    - heterotrofni - koriste organska jedinjenja, proteine, ugljene hidrate, masti i dr. za sintezu (sve gljive, većina bakterija, praživotinje, neke alge)

  - u odnosu na izvor azota postoji podela:
    - aminoautotrofi - koriste azot iz neorganskih jedinjenja (bakterije rodova Rhizobium, Azotobacter, Clostridium, neke alge, odnosno bakterije razdela Cyanobacteria)
    - aminoheterotrofi - koriste organska jedinjenja sa azotom
- Prema potrebama za vodom većina su stenovalentni, odnosno za njihov normalan život i funkciju neophodna je voda. Najbolji primer su alge koje ili naseljavaju vodu (bilo slatku ili slanu) ili vlažna staništa. Izuzetak su spore algi preko kojih se neke razmnožavaju ili alge koje se u nepovoljnom periodu života (npr. suši) učahure i u tim oblicima mogu bez vode mjesecima, pa i godinama. Kod bakterija postoje vrste koje su otporne na sušu (iz rodova Mycobacterium, Corynebacterium) ali većina zahtijeva vlagu. Isti je slučaj i sa gljivama. Dok opet, s druge strane mnogi lišajevi, koji su simbioza gljive i alge, podnose nedostatak vode duži vremenski period.
- U odnosu na zahtjeve za kiseonikom mikroorganizmi se dele na: 
  - obligatne aerobne mikroorganizme - žive samo u prisustvu kiseonika (alge, praživotinje, mnoge bakterije)
  - obligatne anaerobne mikroorganizme - opstaju u sredini bez kiseonika (neke metanogene bakterije i bakterije roda Clostridium)
- Prema temperaturi mikroorganizmi se dijele na na sledeće grupe:
  - psihrofili - opstaju na niskim temperaturama (0 do 30oC) i to su uglavnom stanovnici zemljišta i vode.
  - mezofili - žive na temperaturama od 20 pa do 52o
  - termofili - rastu i razvijaju se na visokim temperaturama (oko 55o)
- Prema  vrijednosti se dosta razlikuju po sistematskim grupama, jer bakterije u pravilu tolerišu bazna i neutralna staništa, sa pH vrijednošću 7 i većom, dok gljive "vole" kiselija staništa (pH manje od 7). Svi mikroorganizmi se prema zahtjevima za pH dijele na:
  - acidotolerantne - tolerišu širok raspon pH (mnoge gljive, manji broj bakterija)
  - neutrofili - tolerisu neutralnu pH vrijednost (oko 7) (veći broj bakterija i praživotinja)
  - acidofili - rastu u sredinama sa niskom pH vrijednošću
  - alkalofili - rastu u sredinama sa visokom pH vrijednošću

### Ekološki odnosi
Svi mikroorganizmi u prirodi stupaju u neku vrstu odnosa. To su odnosi između jedinki unutar jedne populacije, ili pak odnosi između različitih populacija. U populacijama se najčešće ostvaruje pozitivan vid odnosa ili kooperacija. Postoje i negativni odnosi kao kompeticija kada se među jedinkama javljaju konkurentski odnosi, najčešće zbog hrane. 
Između različitih populacija mikroorganizama javlja se komensalizam koji je za jednu koristan a za drugu neutralan vid odnosa. Zatim se javlja protokooperacija koja je korisna za obe populacije. Javlja se i koristan oblik interakcija poznat kao mutualizam, obavezan, uzajaman i takođe koristan za obe populacije. U ovoj kategoriji odnosa između različitih populacija mikroorganizama značajno mjesto zauzima parazitizam, kao pozitivan za jednu a negativan za drugu populaciju. Ista je definicija i predatorstva, koji se za nijansu razlikuje od parazitizma. Razni su primjeri ovih odnosa u prirodi: kod bakterija, kompeticija između Escherichia colli i Salmonella sp.; kod gljiva i bakterija, inhibitorsko dejstvo Penicillium sp. na bakterije; kod gljiva i algi, mutualizam u obliku lišaja; kod praživotinja, razni primeri predatorstva, kao npr. Didinium nasutum i Paramecium caudatum, ameba (Entoamoeba hystolitica) koja se hrane bakterijama i mnogi drugi primeri.
Pored tih međusobnih odnosa mikroorganizama, oni utiču i na druge žive organizme. Tako postoji veliki broj primjera patogenih mikroorganizama koji su izazivači bolesti kod ljudi, životinja i biljaka. Ali postoje i pozitivni odnosi mikroorganizama i biljaka (azotofiksatori), ili gljiva i viših biljaka.

## Rasprostranjenost i značaj
S obzirom na njihove ekološke odlike, široke ekološke valence i dobru prilagodljivost novim uslovima života, mikroorganizmi su rasprostranjeni u svim sferama životne sredine. Mogu se naći u svim vodama (alge, mnoge protozoe, neke bakterije), dio su litosfere u kojoj utiču na formiranje zemljišta, naseljavaju atmosferu (bakterije i spore uvijek prisutne u vazduhu). Mogu se naći i na staništima sa ekstremnim životnim uslovima, kao što su dna okeana, termalni izvori, ekstremno slana jezera i sl. Pored toga mikroorganizmi koriste kao staništa druge organizme.
Njihov značaj se prvenstveno ogleda u kruženju materije putem razlaganja uginulih organizama u prirodi (pri čemu složena organska jedinjenja u svom metabolizmu razgrađuju na prosta neorganska kao npr. ugljene hidrate i proteine) i na taj način "čiste" prirodu (bakterije i gljive na prvom mjestu). Još jedna izuzetno važna uloga mikroorganizama jeste proizvodnja organske materije, u kojoj značajnu ulogu igraju alge, koje su tako pored biljaka jedni od primarnih producenata organske materije na Zemlji. Mikroorganizmi imaju veliki značaj za čovjeka u medicini i veterini, jer su izazivači brojnih bolesti. Koriste se u proizvodnji alkoholnih pića, kao i u preradi mleka i dobijanju mlečnih proizvoda. U poslednje vreme našli su primenu u zaštiti životne sredine putem bioremedijacije (bakterije).

## Galerija
Neki predstavnici mikroorganizama:
- Praživotinje
- Gljive; neke se gljive takođe proučavaju u okviru mikrobiologije

## Literatura
1. Čomić, R.Lj., 1999.: Ekologija mikroorganizama, Prirodno-matematički fakultet. Kragujevac.  86-81829-33-5
2. Jovanović, K.M., 1999.: Opšta bakteriologija, Savremena administracija. Beograd.  86-387-0579-4
3. Marinović, Ž.R., 1991.: Osnovi mikologije i lihenologije, Naučna knjiga. Beograd.  86-23-23059-0